# Edward Metgod
Edward Metgod (ur. 19 grudnia 1959 w Amsterdamie) – były holenderski piłkarz, obecnie trener piłkarski. W trakcie kariery zawodniczej grał na pozycji bramkarza.

## Kariera
Metgod rozpoczynał swoją profesjonalną karierę w HFC Haarlem, dokąd w 1979 roku trafił z amatorskiego AFC DWS. W HFC zadebiutował 13 kwietnia 1980 roku w spotkaniu z Rodą JC. W HFC Haarlem grał do 1990 roku, rozgrywając tam 295 meczów. 10 listopada 1982 roku zagrał w przegranym 1:2 meczu Holandii z Francją. Po okresie gry w Haarlem został zawodnikiem Sparty Rotterdam, gdzie do 1997 roku zagrał w 224 meczach.
W 1996 roku został trenerem. Do 2002 roku trenował amatorskie kluby, a w 2002 roku został asystentem trenera w AZ Alkmaar. Funkcję tę pełnił do 2007 roku, po czym został szkoleniowcem piłkarzy Telstar. Z Telstar odszedł w 2010 roku, po czym został trenerem Team VVCS.
Jest młodszym bratem Johna Metgoda, także piłkarza.